# Eerste Kamerverkiezingen 1955
De Eerste Kamerverkiezingen 1955 waren reguliere Nederlandse verkiezingen voor de Eerste Kamer der Staten-Generaal. Zij vonden plaats op 3 augustus 1955.
Bij deze verkiezingen kozen de leden van de Provinciale Staten in de kiesgroepen I en III - die op 21 april 1954 bij de Statenverkiezingen gekozen waren - 25 nieuwe leden van de Eerste Kamer.
De door de leden van Provinciale Staten uitgebrachte stemmen hadden niet alle dezelfde waarde; zij werden gewogen aan de hand van de bevolkingscijfers van de provincies.
De uitslag van de verkiezingen was als volgt:
| Partij                                  | Zetels | Zetels | +/− | Zetelverdeling naar kiesgroep | Zetelverdeling naar kiesgroep | Zetelverdeling naar kiesgroep | Zetelverdeling naar kiesgroep |
| Partij                                  | 1952   | 1955   | +/− | I                             | II                            | III                           | IV                            |
| --------------------------------------- | ------ | ------ | --- | ----------------------------- | ----------------------------- | ----------------------------- | ----------------------------- |
| Katholieke Volkspartij                  | 17     | 17     | 0   | 9                             | 3                             | 3                             | 2                             |
| Partij van de Arbeid                    | 14     | 14     | 0   | 2                             | 4                             | 4                             | 4                             |
| Anti-Revolutionaire Partij              | 7      | 7      | 0   | 1                             | 2                             | 2                             | 2                             |
| Christelijk-Historische Unie            | 6      | 6      | 0   | 1                             | 2                             | 1                             | 2                             |
| Volkspartij voor Vrijheid en Democratie | 4      | 4      | 0   | 0                             | 2                             | 1                             | 1                             |
| Communistische Partij van Nederland     | 2      | 2      | 0   | -                             | 0                             | 1                             | 1                             |
| Totaal                                  | 50     | 50     | 0   | 13                            | 13                            | 12                            | 12                            |

## Gekozenen
Bij deze verkiezingen waren 25 leden aftredend, van wie 22 herkozen werden.
*1850 · 1853 · 1856 · 1859 · 1862 · 1865 · 1868 · 1871 · 1874 · 1877 · 1880 · 1883 · *1884 · 1887 (I) · *1887 (II) · *1888 · 1890 · 1893 · 1896 · 1899 · 1902 · *1904 · 1907 · 1910 · 1913 · 1916 · *1917 · 1919 · *1922 · *1923 · 1926 · 1929 · 1932 · 1935 · *1937 · *1946 · *1948 · 1951 · *1952 · 1955 · *1956 (I) · *1956 (II) · 1960 · *1963 · 1966 · 1969 · *1971 · 1974 · 1977 · 1980 · *1981 · *1983 · *1986 · 1987 · 1991 · 1995 · 1999 · 2003 · 2007 · 2011 · 2015 · 2019 · 2023

* algemene verkiezingen in verband met vervroegde ontbinding van de Eerste Kamer

vanaf 1987 bedraagt de vaste zittingstermijn van de Eerste Kamer vier jaar